# Pidhorodne, Zolociv
Pidhorodne (în ucraineană Підгородне) este o comună în raionul Zolociv, regiunea Liov, Ucraina, formată numai din satul de reședință.

## Demografie
Componența lingvistică a comunei Pidhorodne
     Ucraineană (98,66%)
     Alte limbi (0,35%)
Conform recensământului din 2001, majoritatea populației comunei Pidhorodne era vorbitoare de ucraineană (98,66%), existând în minoritate și vorbitori de alte limbi.